# Дуб корковий
Ду́б ко́рковий (лат. Quercus suber L., англ. cork oak, порт. sobreiro) — вічнозелене дерево родини букових. Походить з південно-західної Європи та північної Африки. Інтродукований вид в країнах Середземномор'я. В Україні культивується на Кримському півострові. Росте також у Франції, Іспанії, Італії, на Кавказі. Головне практичне використання — корок. 50% корку виробляє Португалія.

## Морфологія

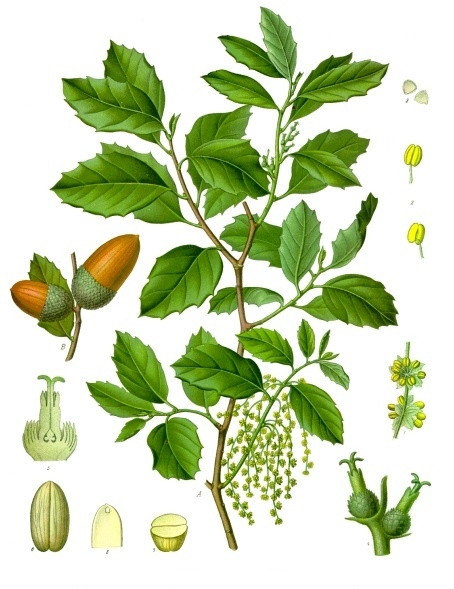
Морфологія

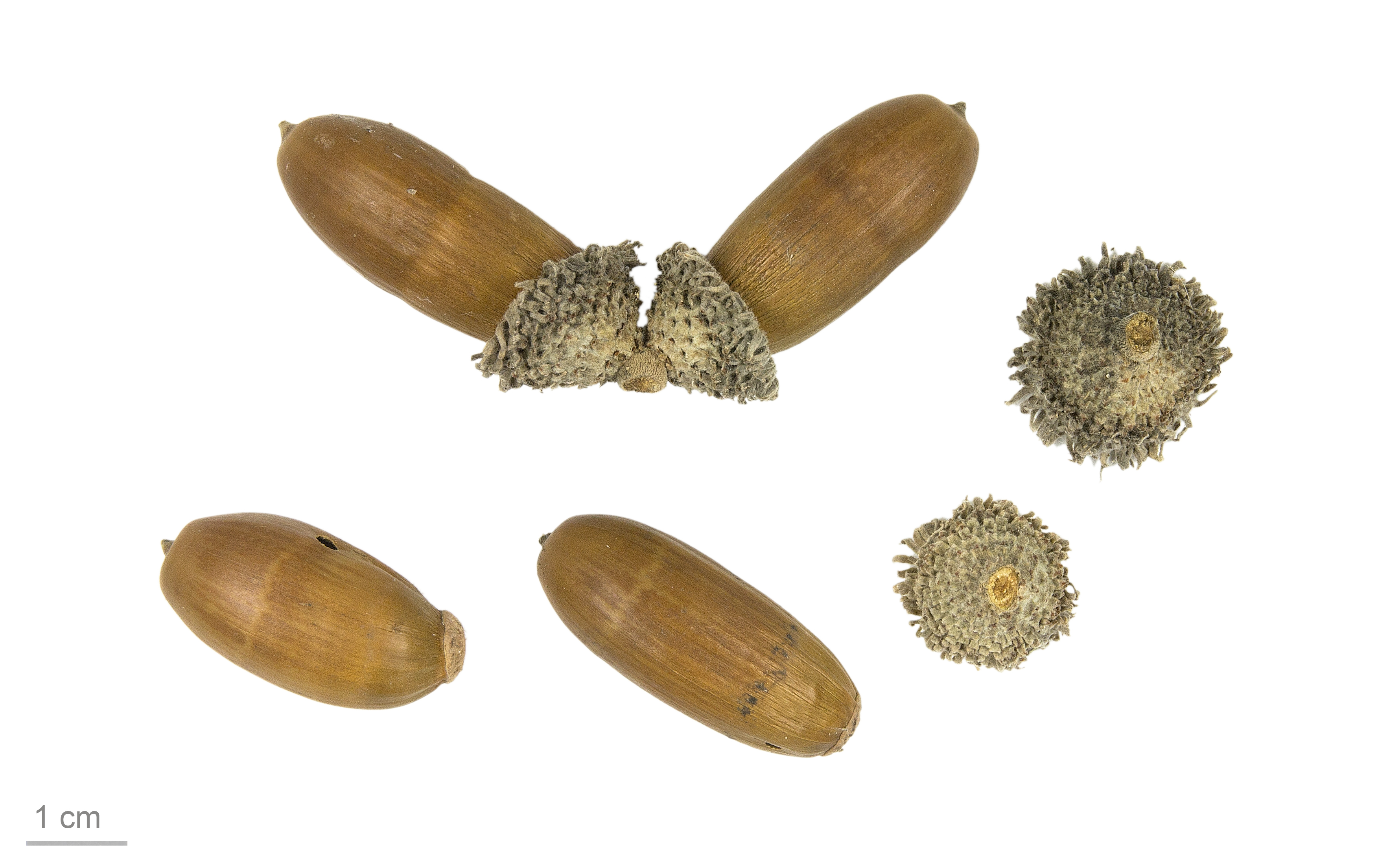
Quercus suber - Тулузький музей

Дерево сягає висоти 20 метрів, діаметра — до 1 м. Стовбур і старі гілки покриті твердою товстою глибокозморшкуватою корою (корком), яку періодично знімають з промисловою метою (раз у 9-12 років). 
Бруньки і пагони повстяні. 
Листки овальні, шкірясті, рідкопильчасті, опадають через 2-3 роки. 
Цвіте майже безперервно, за винятком літніх місяців. Жолуді сидять по 1-3 штуки на короткій ніжці, приховані в густоопушеній плюсці. Дозрівають восени у рік цвітіння. Проростають швидко — за 2-5 днів. 
У перші роки дуб росте повільно і потребує ретельного догляду. Теплолюбна та посухостійка рослина. 
Коренева система глибока. Живе до 200 років і більше. Має декоративне значення. Світлолюбна рослина, однак при боковому затіненні росте краще. Перевагу віддає дренованим ґрунтам, але і на сухих зростає добре. 
Деревина дуже тверда, через що її не використовують у виробництві меблів, однак часто використовують для опалення в камінах. 
Особливістю дерева є вогнестійкість корку, завдяки чому стовбур не зазнає значних пошкоджень у випадку лісових пожеж.

## Практичне застосування

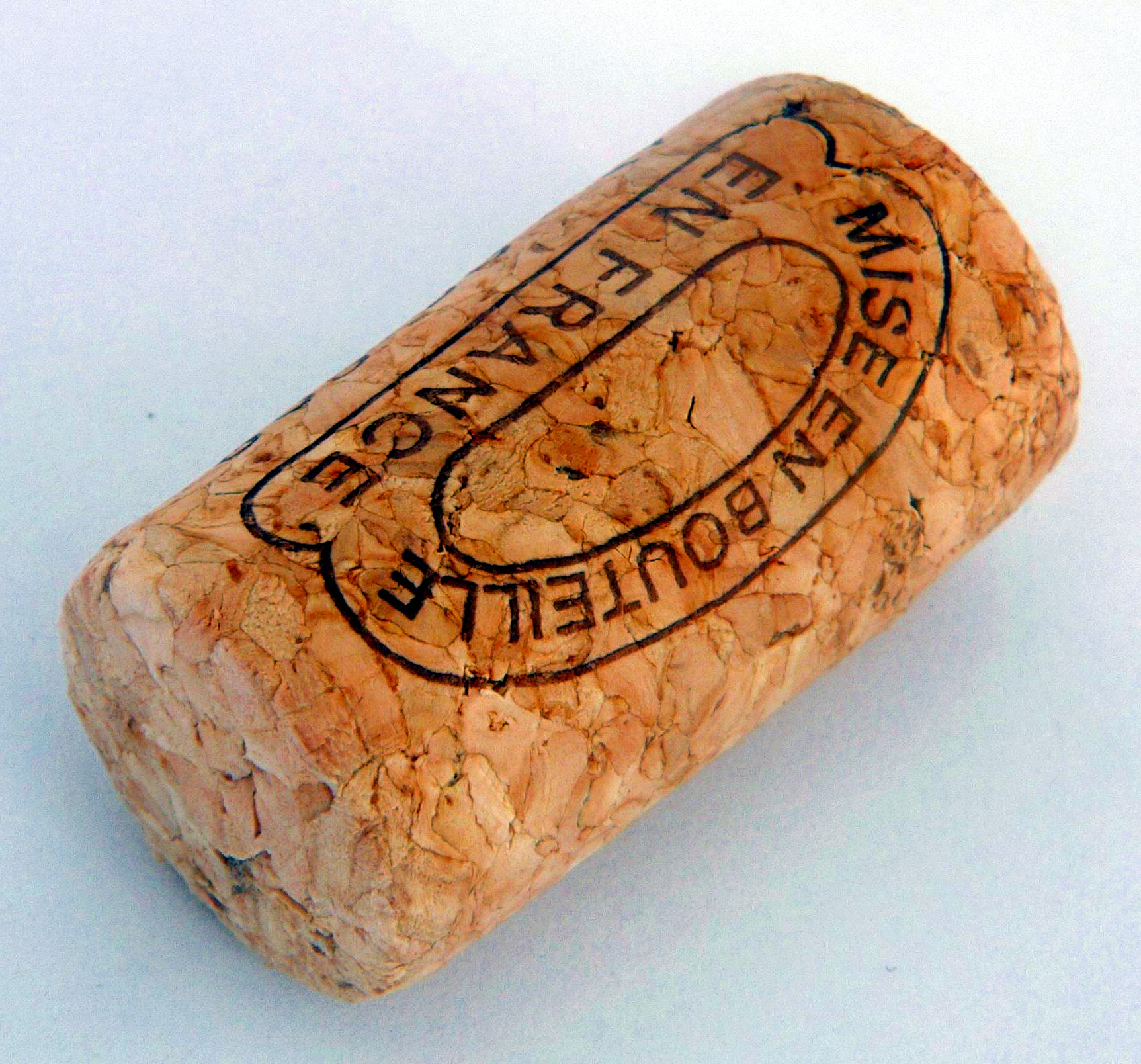
Звичайний корок від пляшки вина

Головне практичне використання — корок. Для виробництва корку знімають лише верхній шар кори стовбура і старих гілок, тому «обрізання» абсолютно не ушкоджує дерево. А приблизно через 10 років кора повністю відновлюється, і її знову знімають з дерева. Ще в середні віки корок використовували ченці для утеплювання стін в холодних залах монастирів. Завдяки своїй структурі — а корок є безліччю бульбашок повітря різної величини (як стільники) — це один з найкращих з природних тепло- і звукоізоляційних матеріалів. Найважливішою з технічних властивостей є пружність корку, оскільки цей матеріал має дивовижну здатність відновлюватися: як тільки ви зробили крок, корок легко набуває первинного вигляду після деформації. Така «пружинка» під ногами створює особливий ортопедичний ефект, розвантажуючи опорно-руховий апарат людини.
У коркового дуба зелене листя не сохне і не опадає. Кожні десять років з коркового дуба знімають шар кори товщиною 3 см, а з коркових відходів одержують бензол, нафталін, світильний газ.
Португалія виробляє понад 50 % корку в світі, головним чином у її південних провінціях Алгарве та Алентежу. Іншими важливими експортерами є Іспанія, Алжир, Марокко, Франція, Італія, Туніс. У перелічених країнах загальна площа коркових деревостанів становить близько 25 тис. км². Разом із європейськими країнами продукується понад 340 тис. тонн корку, що у грошовому вимірі перевищує 1,5 млрд. євро при 30 тис. робочих місць. Корок, який використовують для закупорювання винних пляшок, становить лише 15 % загальної кількості.
Відому його гібридну з дубом турецьким (Quercus cerris) форму часто застосовують в озелененні та з декоративною метою. Невелику кількість корку продукують і в східній Азії — китайський корковий дуб (Quercus variabilis).

## Цікаві факти
- 2007 року під час португальського головування в Європейському Союзі випущено пам'ятну монету номіналом 2 євро з зображенням коркового дуба на її аверсній стороні[4].

## У геральдиці
Корковий дуб — одна з гербових фігур в португальській територіальній геральдиці.

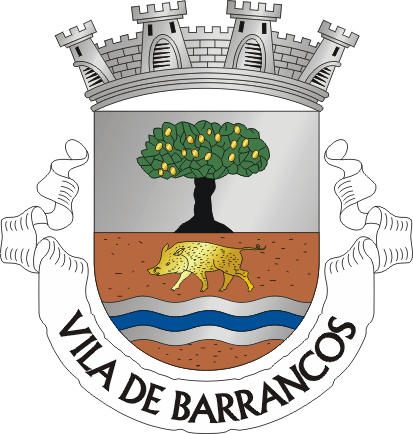
Барранкуш
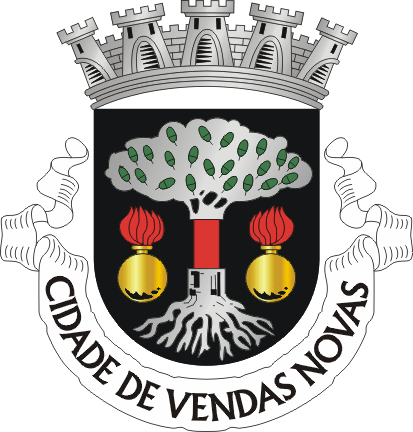
Вендаш-Новаш
Мойта
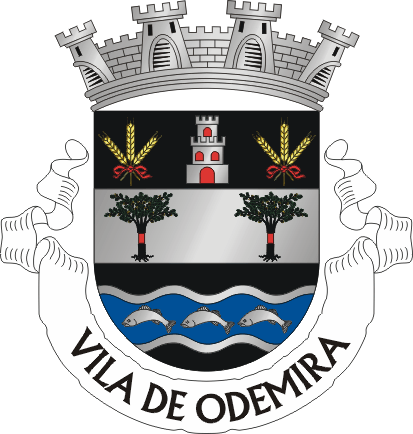
Одеміра
Понте-де-Сор
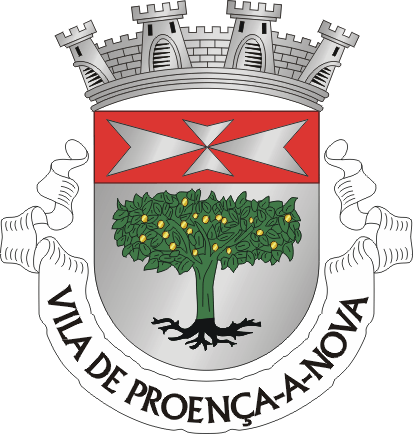
Пруенса-а-Нова
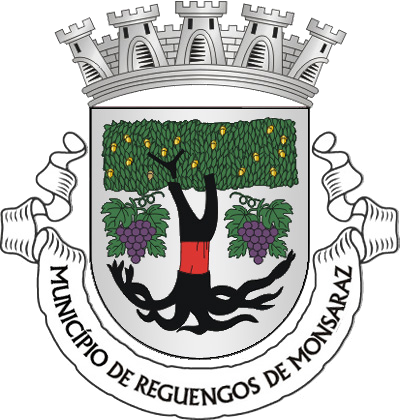
Регенгуш-де-Монсараш

## Галерея зображень

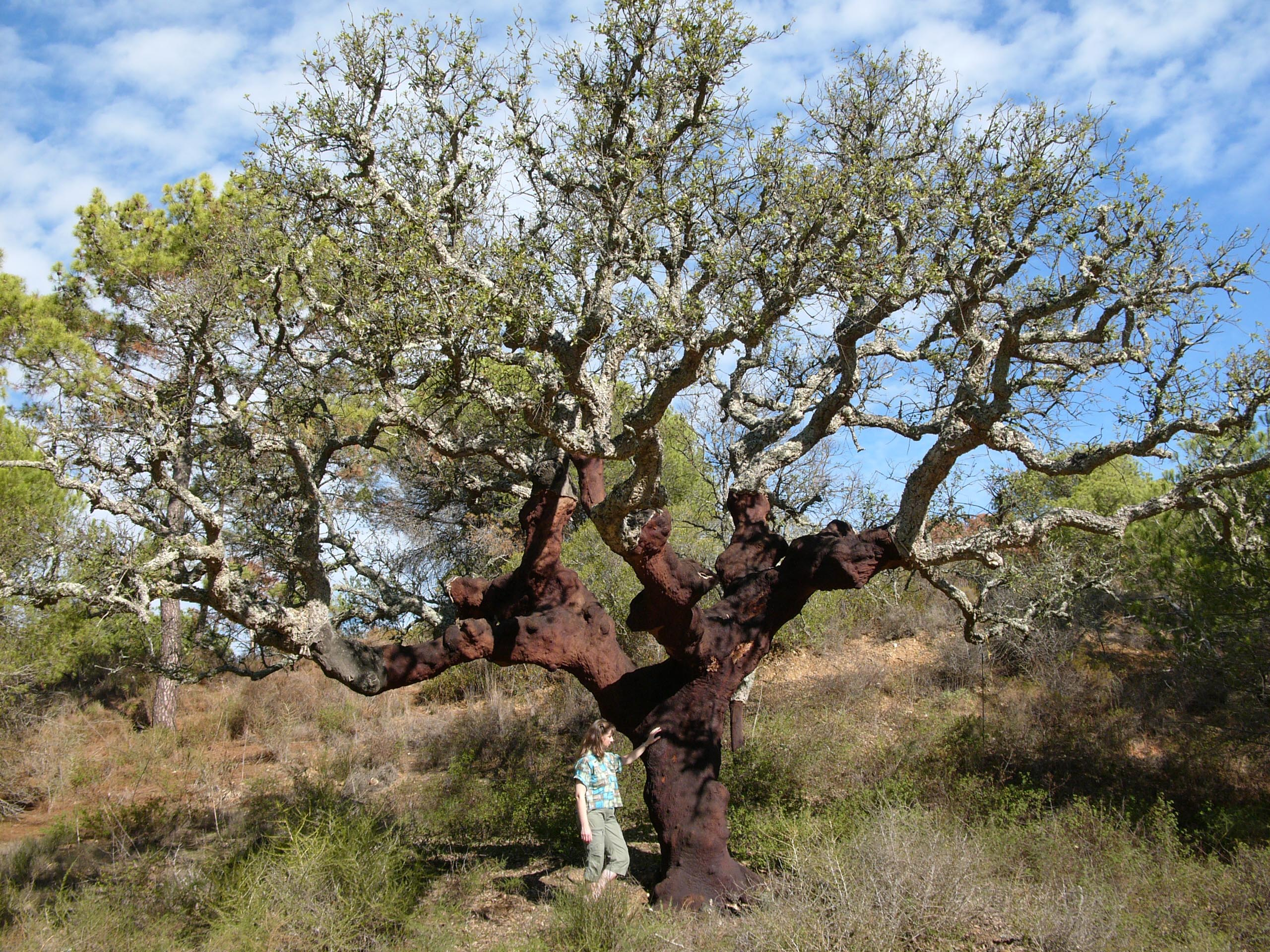
Португалія
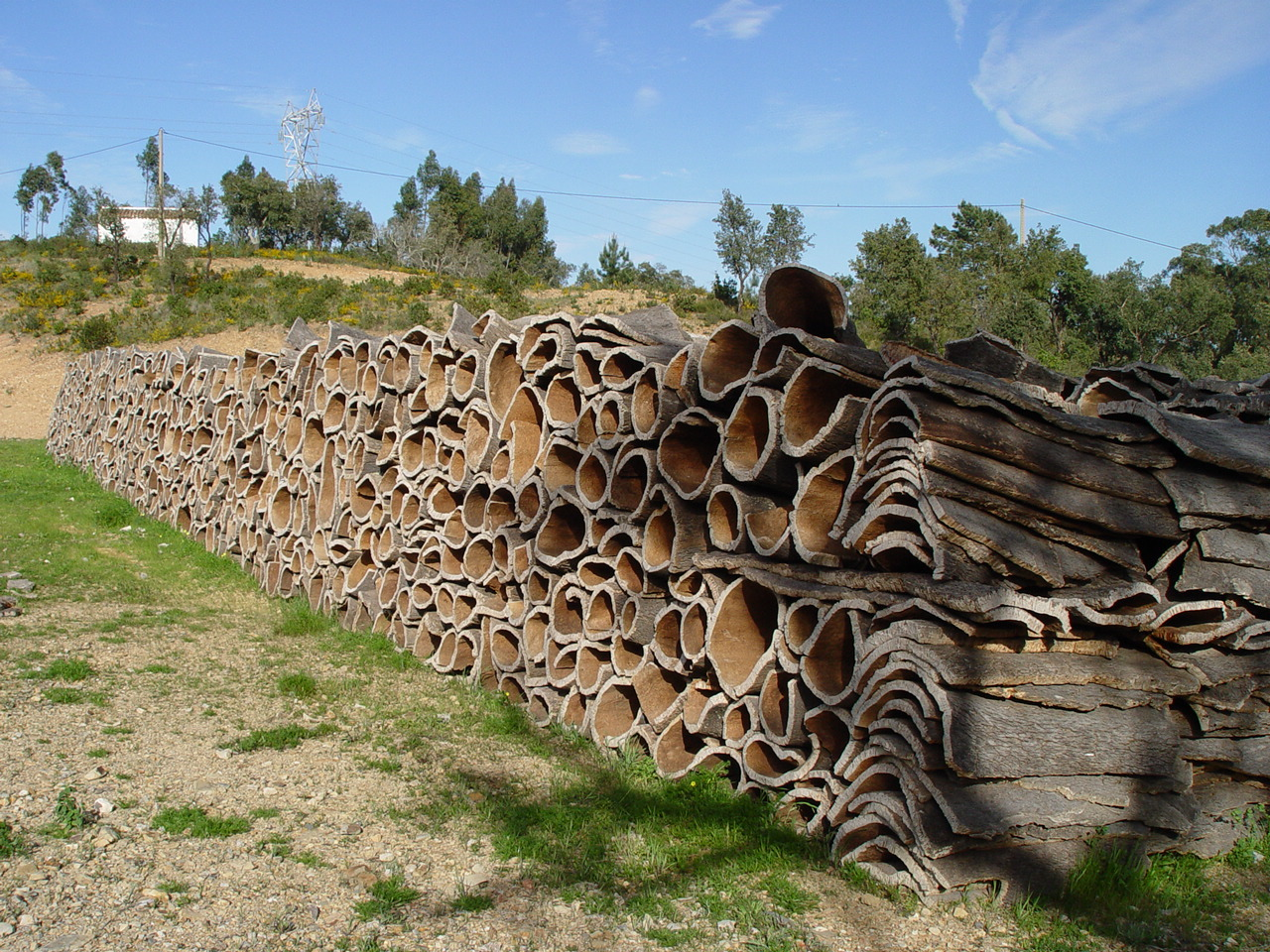
Португалія
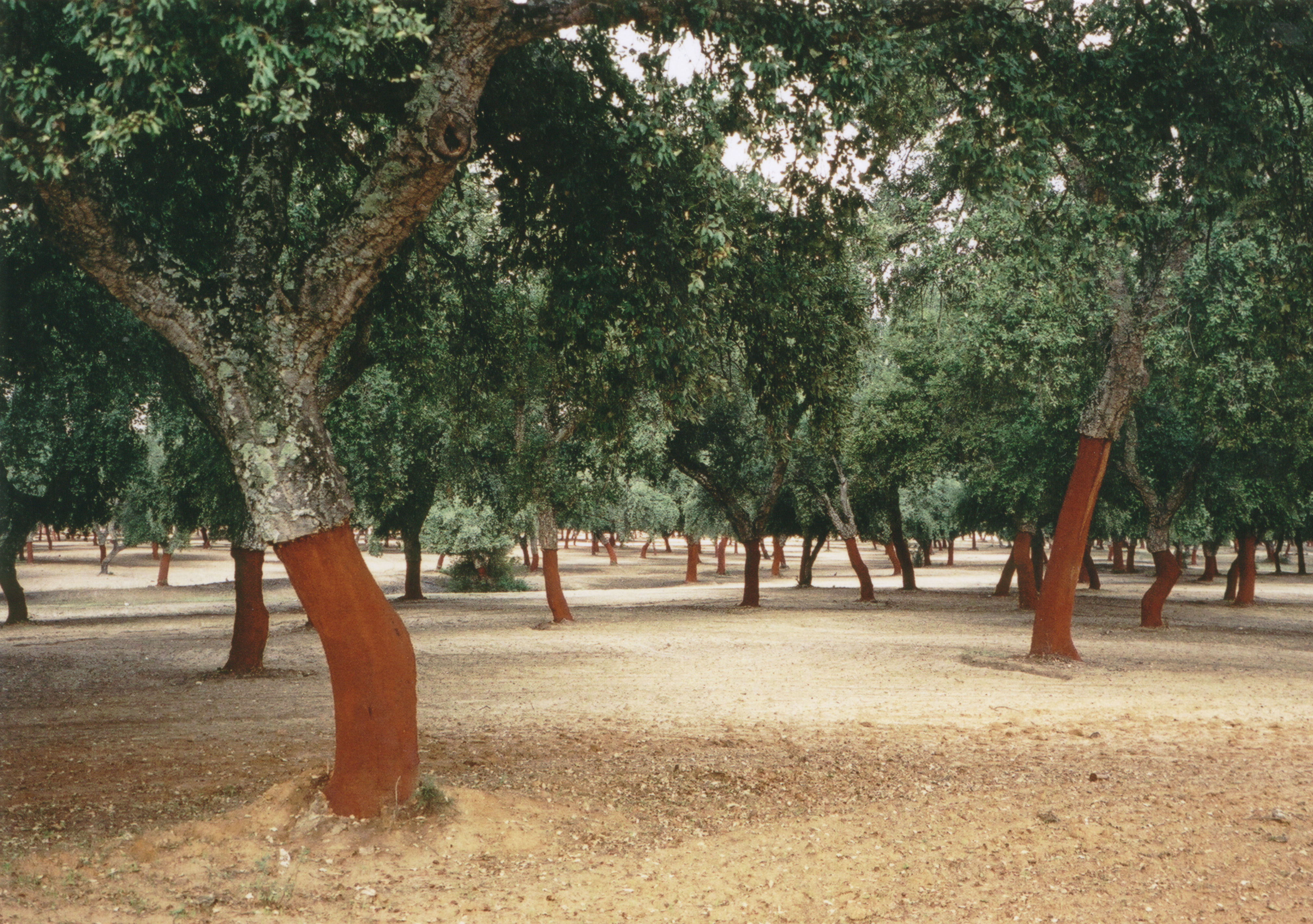
Іспанія
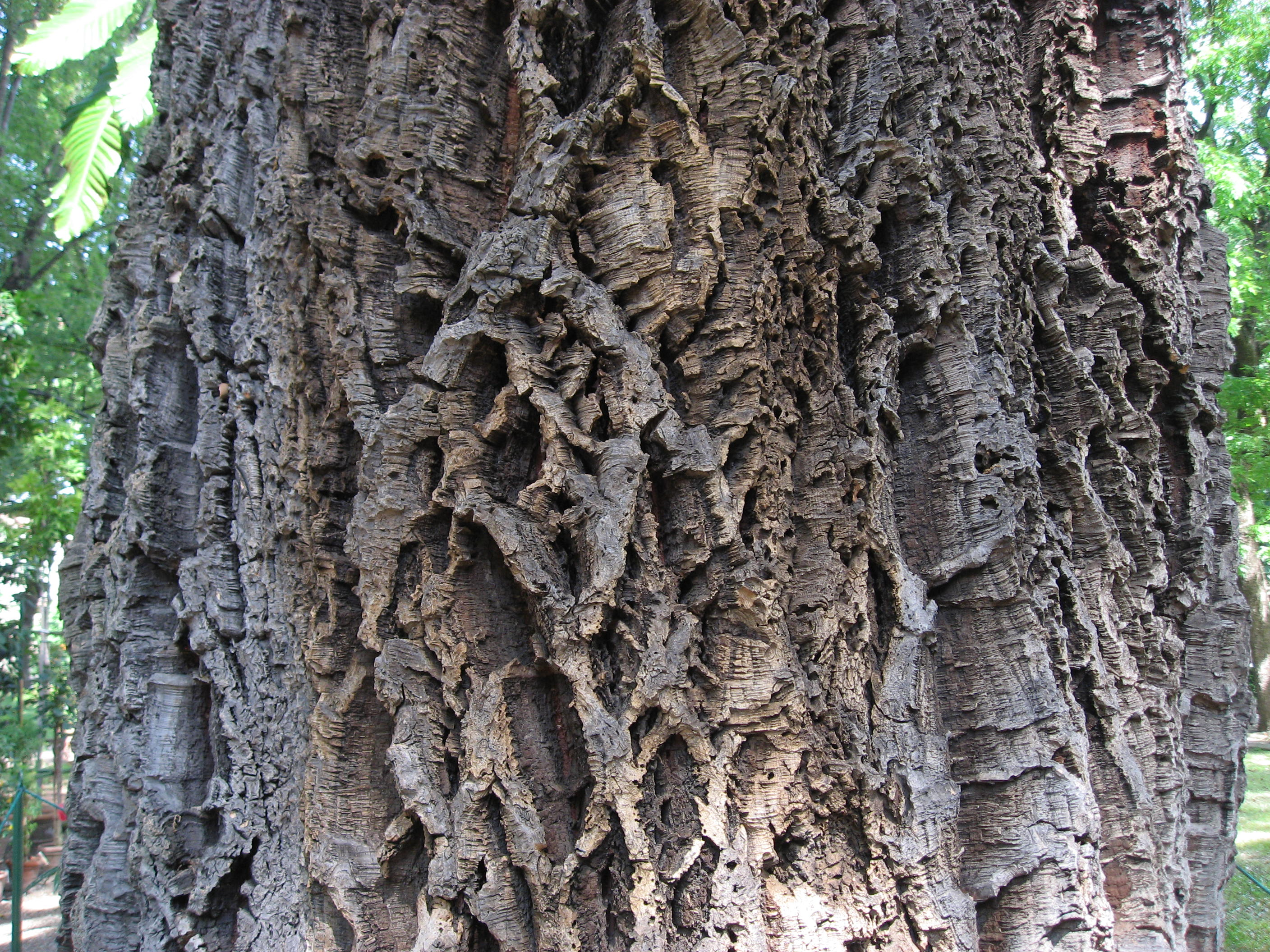
Італія